# Autochloris laennus
Autochloris laennus är en fjärilsart som beskrevs av Walker 1854. Autochloris laennus ingår i släktet Autochloris och familjen björnspinnare. Inga underarter finns listade i Catalogue of Life.